# Rodalquilar
Rodalquilar è un villaggio nel comune spagnolo di Níjar nella provincia di Almería, all'interno del parco naturale Cabo de Gata nella comunità autonoma dell'Andalusia situato nella regione metropolitana di Almería e 43 km dal capoluogo di provincia, Almeria. Nel 2012 aveva 192 abitanti. È conosciuto dai loro miniere oro antico nella provincia di Almeria.